# Клейковина
Клейкови́на, глюте́н (от лат. gluten [ˈgluːtɛn] — «клей»; устаревшее — кле́бер) — понятие, объединяющее группу сходных белков, содержащихся в семенах злаковых растений, в особенности пшеницы, ржи и ячменя. Термином «клейковина» обычно называют белки группы проламинов и глютелинов.
В среднем человек употребляет 10—40 граммов клейковины в сутки. Бо́льшая часть его находится в хлебе, макаронах и хлебобулочных изделиях, в этих продуктах содержание клейковины составляет до 10—15 % сухого веса.
Глютен обладает характерными вязкоупругими и клеящими свойствами, которые придают тесту эластичность, помогают ему подниматься при брожении и сохранять свою форму. Эти свойства и его низкая стоимость являются причинами, по которым глютен так широко используется.
Существует врождённое (генетически обусловленное) заболевание, вызванное непереносимостью глютена — целиакия (англ. Coeliac disease).

## Состав клейковины
Глютен представляет собой группу белков, называемых проламинами и глютелинами, которые находятся совместно с крахмалом в эндосперме различных зерновых злаков. Эти белки составляют 75—85 % от общего содержания белка в пшенице. Он также содержится в родственных видах злаков и гибридах пшеницы (таких как полбы, хорасан, эммер, эйнкорн и тритикале), ячмене, ржи и овсе, а также в продуктах, полученных из этих зерен, таких как хлеб и солод.
Проламины в пшенице называются глиадинами; в ячмене — гордеины; во ржи — секалины; а в овсе — авенины. Эти белковые вещества вместе называются глютеном.
Пшеничные глютелины называются глютенином.
Глиадин — это класс белков, присутствующих в пшенице. Глиадины, которые являются компонентом глютена, необходимы для того, чтобы хлеб имел способность правильно расти во время выпекания. Глиадины и глютенины являются двумя основными компонентами глютеновой фракции зёрен пшеницы. Этот глютен содержится в таких продуктах, как пшеничная мука, поэтому пшеничный хлеб содержит глютен.
Глиадин является нерастворимым в воде компонентом глютена, а глютенин растворим в воде.
Глиадин может вредно влиять на кишечный эпителий. В грудном молоке здоровых кормящих матерей, которые потребляют глютенсодержащие продукты, присутствует высокий уровень непереваренного глиадина.
Глиадин — спирторастворимый глютеновый белок, который является основным «иммуногенным» компонентом глютена. Он может стимулировать воспалительный ответ иммунитета в верхних отделах желудочно-кишечного тракта. Глиадин вызывает как врождённый, так и адаптивный иммунный ответ.
Белки других зерновых (к примеру, в кукурузе — зеин, в рисе — рисовый белок), иногда называют глютеном, но они не оказывают вредного воздействия на людей страдающих целиакией.

## История
Клейковина была впервые выделена Якопо Бартоломео Беккари в 1728 году из муки.

## Физические свойства
Смоченный водой, сырой глютен имеет сероватый цвет и выглядит как сплошная масса, липкая, эластичная, гибкая; в сухом виде он полупрозрачен и не имеет вкуса.

## Применение
Клейковина имеет большое значение в хлебопекарной промышленности, определяя такие характеристики теста, как эластичность и упругость при смешивании с водой, и служит одним из критериев определения качества муки. В мукомольном производстве сухая клейковина добавляется к муке низкого качества для получения муки, удовлетворяющей требованиям стандарта. Применение сухой клейковины позволяет повысить водопоглощение при замесе теста, продлить срок хранения изделий, улучшить структуру и пористость, увеличить удельный объём хлеба.
Сухую клейковину используют также для изготовления фарша и макаронных изделий. Глютен добавляется в продукты, которым необходимо придать густую текстуру. Например, при приготовлении мороженого, кетчупов, подливок.
Измерение содержания клейковины является важным параметром качества зерна пшеницы, которое будет использоваться при изготовлении манной крупы.
В чистом виде клейковина под названием сейтан широко применяется в восточной и вегетарианской/веганской кухне.
Глютен также используется в косметике, средствах для ухода за волосами и других дерматологических препаратах.
В некоторые корма для домашних животных добавляют глютен для повышения содержания белка.

## Непереносимость
Глютен-ассоциированные заболевания — это общий термин для всех заболеваний, вызванных глютеном, включая целиакию (англ. celiac disease, CD), непереносимость глютена без целиакии (nonceliac gluten sensitivity, NCGS), обратимую генетически не обусловленную аллергию на пшеничные белки (wheat allergy, WA), глютеновую атаксию (gluten ataxia, GA) и герпетиформный дерматит (dermatitis herpetiformis, DH). О частоте этих трёх состояний нет точных данных. По оценкам, люди со всеми ими в сумме составляют от 0,2 до 6 % популяции в разных регионах мира.
Целиакия — форма энтеропатии, генетически предрасположенная непереносимость глютена. Известные на 2010 года генетические факторы целиакии — гаплогруппы[уточнить] вариант аллеля HLA-DQ2, либо (реже) аллеля HLA-DQ8, возможны и другие генетические вариации. У пациентов с целиакией повышен риск развития T-клеточной лимфомы со смертельным исходом и остеопороза с риском переломов. Единственный способ избежать этого — строгое соблюдение безглютеновой диеты до конца жизни.
NCGS (не связанная с целиакией непереносимость глютена) — наименее изученное состояние пациентов, известное с 1978 года. У этого состояния неизвестен патогенез, неизвестна его частота и в целом нет эпидемиологических данных о NCGS, отсутствует дифференцированная диагностика между NCGS и синдромом раздражённого кишечника (СРК), поэтому, возможно, большинство или даже все случаи NCGS на самом деле являются проявлениями СРК. Люди зачастую самостоятельно ставят себе диагноз NCGS и практикуют безглютеновую диету. Некоторые исследователи сообщают о связи самодиагностированной непереносимости глютена с неврологическими и психиатрическими расстройствами. В исследованиях выявлено, что не более 16 % людей с NCGS действительно страдают той или иной формой непереносимости глютена, а не менее 40 % пациентов испытывали неприятные симптомы в силу эффекта ноцебо (из-за самовнушения).
Глютеновая целиакия распространена гораздо меньше, чем это принято считать, диагноз зачастую поставлен неверно: в «слепых» исследованиях выявлено крайне мало пациентов, действительно страдающих от глютена в пище. В США как минимум у половины людей с диагнозом «целиакия» в действительности она отсутствует.
Аллергия на пшеницу встречается в несколько раз реже, чем целиакия.
Некоторые люди самостоятельно ставят себе диагноз непереносимости глютена, при этом у них нет целиакии. Зачастую у таких пациентов глютен нормально переваривается пищеварительной системой, зато они страдают от синдрома раздражённого кишечника (англ. irritable bowel syndrome). Такая ложная самодиагностика связана с тем, что у целиакии и этого синдрома многие симптомы похожи. У большинства людей, считающих, что у них имеется непереносимость глютена, причины пищеварительных расстройств не связаны с ним, и безглютеновая диета им не нужна. Зачастую с помощью безглютеновой диеты эти люди пытаются избавиться от синдрома раздражённого кишечника. К 2016 году они составляли до 30% населения США (однако только у 0,7 % популяции диагностированна целиакия) и до 25 % населения Великобритании.
Существует надёжная диагностика целиакии — это серологическое исследование на тканевые антитела к ферменту трансглутаминазе (tTG), к деамидированным пептидам глиадина (DGP) и на эндомизиальные антитела, а в спорных случаях — биопсия эпителия двенадцатиперстной кишки. В частности, в Азии, при тестировании  более 47 тыс. человек на целиакию, по результатам серологического исследования диагноз поставлен у 1,6 % пациентов, а биопсия показало целиакию только у 0,5 % из 44 тыс. протестированных; в США из почти четырёхсот пациентов с непереносимостью глютена целиакия подтверждена у менее, чем 7 %.
Непереносимость глютена также может быть связана с изменением состава микрофлоры, есть сведения, что в присутствии молочнокислых бактерий глютен перерабатывается полностью ещё до попадания в кишечник, лактобациллы способствуют правильному расщеплению глютена и превращению в безвредные вещества, в то время как микроорганизмы вида Pseudomonas aeruginosa расщепляет глютен до составляющих, которые вызывают воспаление кишечника. При переходе на безглютеновую диету может наблюдаться падение иммунитета и уменьшение количества полезных бактерий с увеличением вредоносных, что показывает важную и неоднозначную роль глютена в питании.
Министерство здравоохранения Канады критически рассмотрело результаты научных исследований и пришло к выводу, что большинство людей с целиакией хорошо переносит умеренные количества чистого овса, при условии, что они не загрязнены другими зерновыми злаками, такими как пшеница, ячмень и рожь. Было признано, что чистый овёс может быть даже полезен для лиц с целиакией, поскольку его приятные вкусовые свойства и высокая пищевая ценность могут улучшить соблюдение пациентами диеты и приверженность схеме лечения. В настоящее время признано необходимым проведение дальнейших долгосрочных исследований возможности потребления овса лицами с непереносимостью глютена, в том числе с учётом сортов овса, что необходимо для составления окончательных рекомендаций.
Из-за ошибочной самодиагностики и популярного мифа о вреде глютена люди тратят деньги на соблюдение безглютеновой диеты, которая обходится потребителям в два с лишним раза дороже обычной (в ценах 2007 года). В частности, около четверти жителей США соблюдают безглютеновую диету, и за два года с 2013 по 2015 продажи безглютеновых продуктов там выросли на 136 %, в 2014 году их продажи были на уровне 1 млрд $, а на 2020 год прогнозировался рост объёмов продаж до 2 млрд $.